# Гран-Сассо и Монти-делла-Лага
Гран-Сассо и Монти-делла-Лага (итал. Parco nazionale del Gran Sasso e Monti della Laga) — национальный парк в центральной Италии. Основанный в 1991 году, он занимает площадь 2014 квадратных километров (778 квадратных миль), в основном в провинциях Терамо, Л'Акуила и Пескара в Абруцци, с небольшими участками в провинциях Риети в Лацио и Асколи-Пичено в Марке. Рельеф преимущественно гористый с альпийскими равнинами.

## География
Парк является одной из крупнейших охраняемых территорий в Европе и сосредоточен вокруг массива Гран-Сассо-д’Италия, который доминирует над окружающим ландшафтом; он возвышается вертикально на огромных пастбищах Кампо-Императоре. Земля очень каменистая и получает большое количество снега и ветра. Кальдероне лежит прямо под самой высокой вершиной, Корно-Гранде, и считается самым южным ледником Европы. С северной стороны находится профиль цепи Монти-делла-Лага, где тысячи перелётных птиц останавливаются на берегах озера Кампотосто. Эта территория полностью покрыта лесами из буков, пихт, австрийских дубов и каштанов. Существует более 200 километров (120 миль) выделенных конных троп, которые можно использовать для посещения парка.

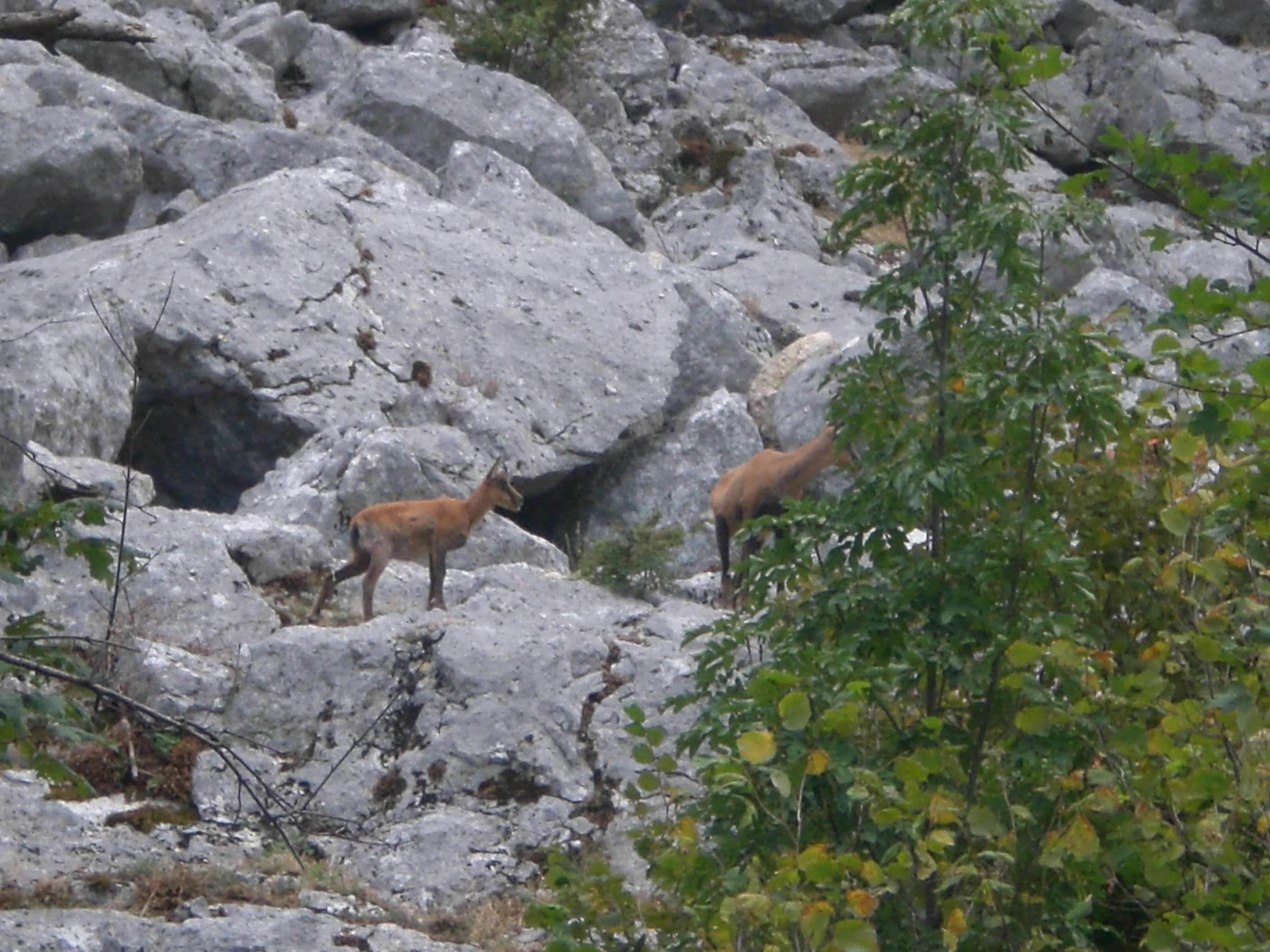
Абруццкая серна на горе Гран-Сассо

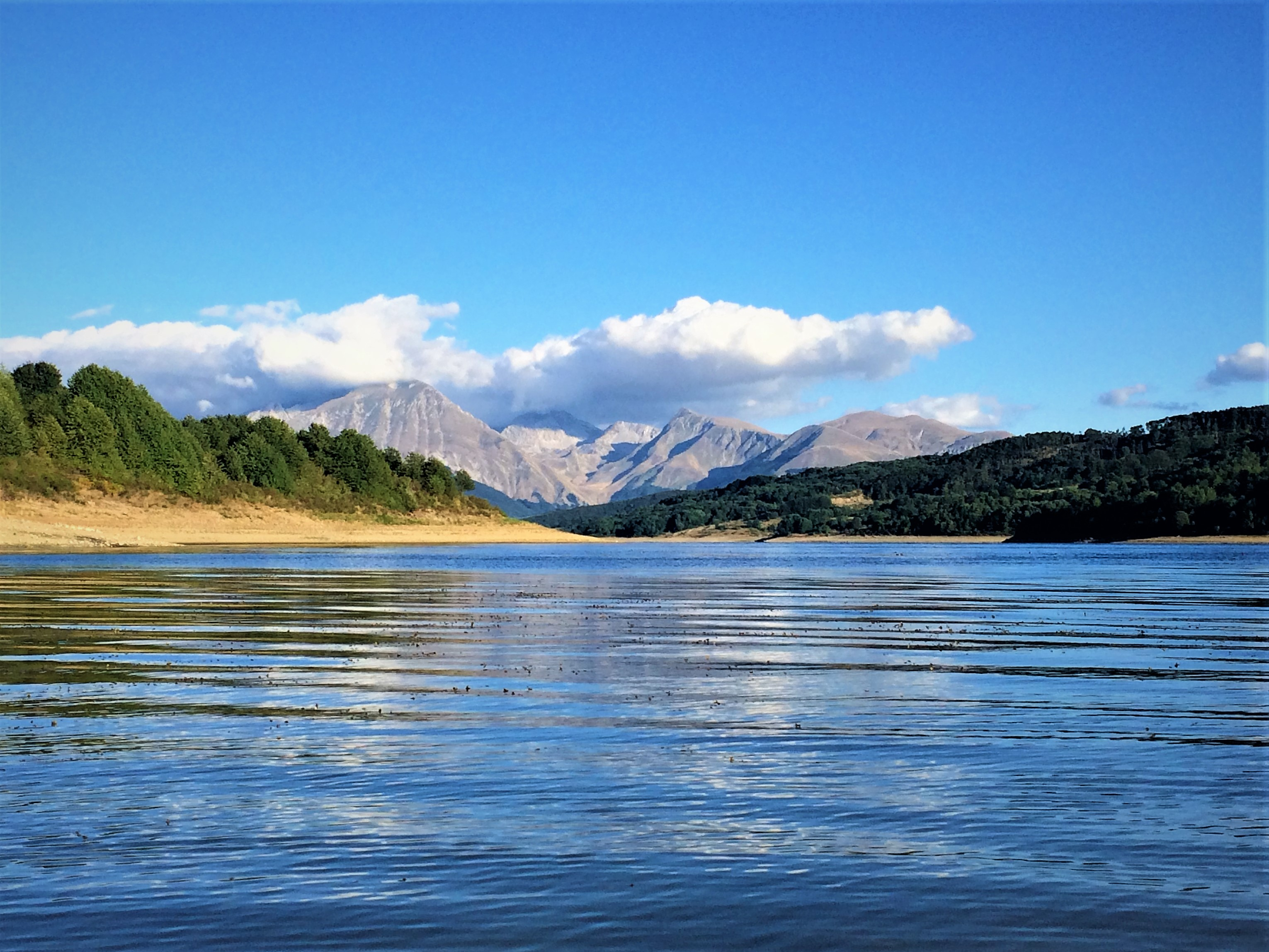
Озеро Кампотосто (озеро)

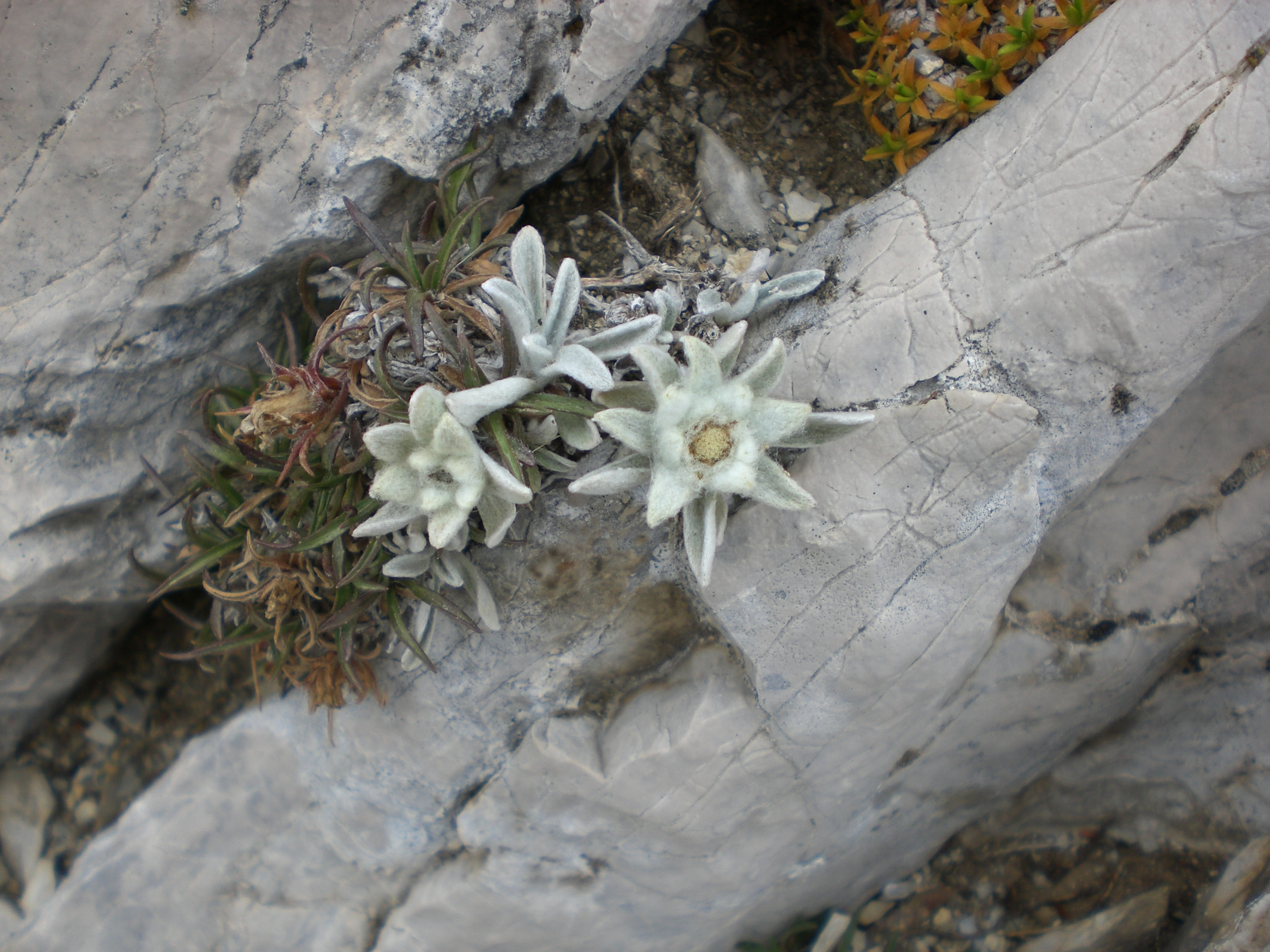
Эдельвейс Абруццо на горе Гран-Сассо — Монте-Камисия

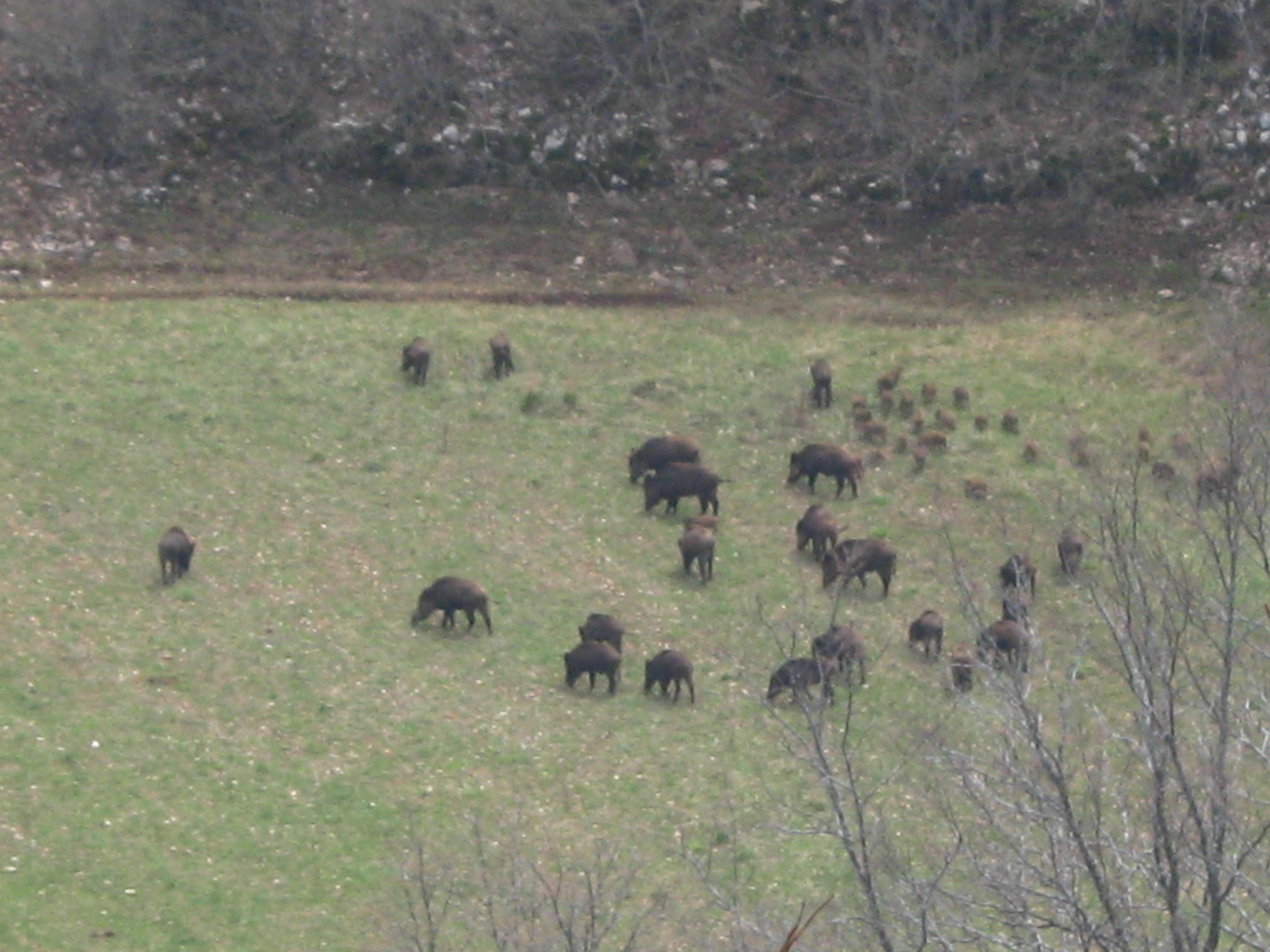
Кабаны Абруццо в национальном парке Гран-Сассо